# Hrodenská oblast
Hrodenská oblast (bělorusky Гро́дзенская во́бласць, rusky Гро́дненская область) je jedna ze šesti oblastí Běloruska. Rozkládá se v západní části země. Hlavním městem je Hrodna, známé též pod ruským a polským názvem Grodno. Oblast sousedí s Litvou na severu, s Polskem na západě, s Brestskou oblastí na jihu a Minskou oblastí na východě. Největší řekou je Němen, protékající napříč oblastí od východu k západu.
Hrodenská oblast zaujímá 25 000 km² (12 % povrchu země); 1. 1. 2024 zde žilo 992 556 obyvatel (12 % obyvatel Běloruska). Dělí se na 17 rajónů, čítá 12 měst a 194 obcí. Oblast má i po repatriaci Poláků po 2. světové válce silnou polskou národnostní menšinu (24 %)

## Města

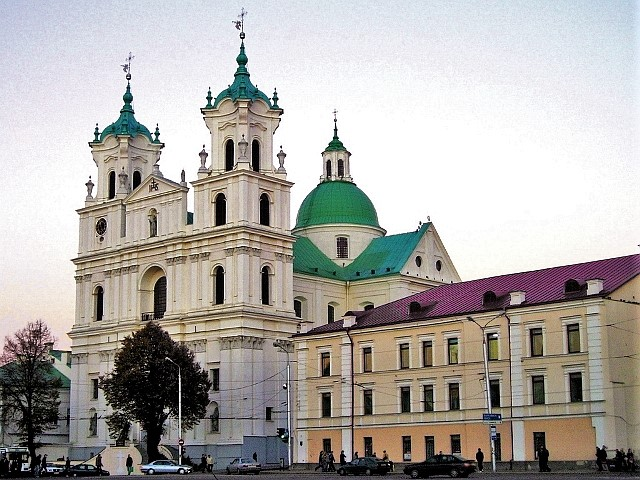
Hlavní město Hrodna

Liší-li se ruský název od běloruského, je uveden v závorce kurzívou.
| - Hrodna (Grodno) – 325 164 - Lida – 98 200 - Slonim – 51 600 - Vaukavysk (Volkovysk) – 46 800 - Smarhoň (Smorgoň) – 36 700 - Navahrudak (Novogrudok) – 30 800 | - Masty (Mosty) – 17 400 - Ščučyn (Ščučin) – 16 000 - Ašmjany (Ošmjany) – 14 900 - Vjalikaja Běrastavica (Berestovica) – 12 000 - Skidel – 10 900 - Dzjatlava (Ďatlovo) – 8 300 |